# Władysław Bukowiński

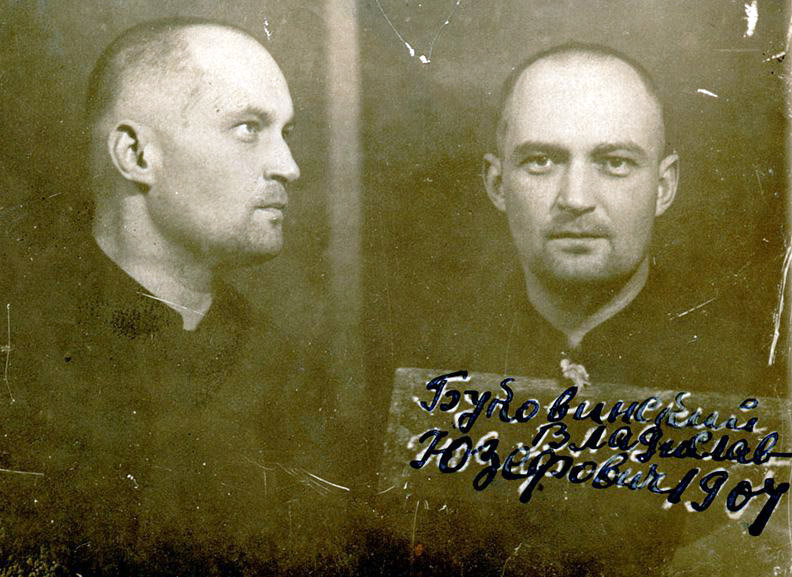
Władysław Bukowiński po aresztowaniu przez NKWD, 1940

Władysław Bukowiński (ukr. Βладислав Буковинський, ros. Βладислав Буковинский; ur. 22 grudnia 1904?/4 stycznia 1905 w Berdyczowie, zm. 3 grudnia 1974 w Karagandzie) – polski ksiądz katolicki, proboszcz katedry w Łucku, więzień sowieckich łagrów w systemie Gułagu, długoletni misyjny duszpasterz w Kazachstanie i całej sowieckiej Azji Środkowej, nazywany „apostołem Kazachstanu”, kaznodzieja, błogosławiony Kościoła katolickiego.

## Życiorys

### Dzieciństwo i młodość
Władysław Bukowiński urodził się 4 stycznia 1905 w pobożnej rodzinie Cypriana Józefa Bukowińskiego, z wykształcenia agronoma oraz dyrektora cukrowni i Jadwigi Scipio del Campo, pochodzącej ze spolszczonej rodziny włoskiej. Cztery dni po urodzeniu (8 stycznia 1905) został ochrzczony w kościele parafialnym św. Barbary w Berdyczowie otrzymując imiona Władysław, Antoni. Po śmierci w 1918 jego matki, ojciec ponownie się ożenił z jej siostrą Wiktorią Scipio del Campo. Miał dwoje rodzeństwa: siostrę Irenę i przyrodniego brata Zygmunta.
Dzieciństwo spędził we wsi Hrebeninka na Ukrainie, następnie w 1912 i 1913 mieszkał w Opatowie w okolicach Sandomierza, a do roku 1920 w powiatach latyczowskim i płoskirowskim. W 1914 rozpoczął naukę w rosyjskim VIII państwowym gimnazjum filologicznym w Kijowie, następnie uczył się w Żmerynce na Podolu, a od roku 1917 uczęszczał do polskiego gimnazjum koedukacyjnego w Płoskirowie. Dwa lata po śmierci matki, uchodząc przed bolszewicką inwazją przeprowadził się wraz z rodziną do Polski i zamieszkał we wsi Święcica, w sandomierskim. Tutaj odbył eksternistyczne kursy. W latach 1921–1931 wraz z rodzicami zamieszkał w podkrakowskiej miejscowości Pisary. Władysław Bukowiński 24 września 1921 zdał egzamin maturalny w II Szkole Realnej w Krakowie i rozpoczął studia prawnicze na Uniwersytecie Jagiellońskim. W czasie studiów napisał trzy prace seminaryjne z zakresu historii prawa średniowiecznego, z których dwie zostały nagrodzone przez Radę Wydziału. W tym okresie 1923–1925 studiował i ukończył z wyróżnieniem Polską Szkołę Nauk Politycznych przy Wydziale Prawa Uniwersytetu Jagiellońskiego. Należał do Akademickiego Koła Kresowego, będąc przez dwie kadencje jego prezesem. W latach 1925–1926 był redaktorem czasopisma „Czas”. Studia ukończył 24 czerwca 1926, otrzymując tytuł magistra prawa.

### Powołanie kapłańskie
Pod wpływem rozmowy z jednym z kleryków krakowskich podjął decyzję wstąpienia w 1926 do seminarium duchownego. Święcenia kapłańskie otrzymał w Krakowie, w katedrze na Wawelu 28 czerwca 1931 z rąk metropolity krakowskiego abp. Adama Stefana Sapiehy. Mszę prymicyjną odprawił w kościele Wszystkich Świętych w Rudawie. W okresie od 1 września 1931 do 20 czerwca 1935 pracował jako duszpasterz i katecheta w gimnazjum w Rabce. Następnie przez rok był wikariuszem i katechetą w szkole powszechnej w Suchej Beskidzkiej, gdzie opiekował się również chorymi i biednymi. Tutaj założył akademickie stowarzyszenie „Odrodzenie” dla studiującej młodzieży.
18 sierpnia 1936 na własną prośbę wyjechał na Kresy do Łucka, gdzie został wykładowcą katechetyki i socjologii w seminarium duchownym. W 1938 został sekretarzem Diecezjalnego Instytutu Akcji Katolickiej, redaktorem czasopisma „Spójnia”, dyrektorem Wyższego Instytutu Wiedzy Religijnej i zastępcą redaktora „Życia Katolickiego”.

### II wojna światowa, okupacja sowiecka, więzienia i łagry
Po wybuchu II wojny światowej, już po sowieckiej inwazji na Polskę i wkroczeniu Armii Czerwonej na Wołyń, biskup łucki Adolf Szelążek mianował ks. Władysława Bukowińskiego proboszczem katedry w Łucku. Walory duchowe, inteligencja, spokój i opanowanie, a także dobra znajomość języka rosyjskiego stwarzały szansę, że może potrafi on obronić resztki wolności religii. Nie upłynął nawet rok panowania władzy sowieckiej, a proboszcz katedry znalazł się już w więzieniu. 22 sierpnia 1940 był po raz pierwszy aresztowany przez NKWD. Został skazany na osiem lat łagrów. Po wybuchu wojny niemiecko-sowieckiej, gdy front zbliżał się w szybkim tempie, NKWD rozpoczęło likwidowanie więzienia w Łucku przez masowe rozstrzeliwanie więźniów. Razem z innymi więźniami miał zostać 23 czerwca 1941 rozstrzelany przez NKWD, lecz w czasie egzekucji kula nie dosięgła go – cudem uniknął śmierci, nie został nawet draśnięty. Leżąc na dziedzińcu więziennym pod kulami udzielał rozgrzeszenia swoim sąsiadom. Gdy wkroczyli Niemcy, wrócił do swych obowiązków proboszcza katedralnego.
Okres okupacji niemieckiej to na Wołyniu czas zagłady Żydów, napadów nacjonalistów ukraińskich na osiedla polskie i odwetów, walk ośrodków samoobrony polskiej, walk partyzantów 27 Dywizji Piechoty Armii Krajowej z Niemcami i w styczniu-lutym 1944 r. powrotu Armii Czerwonej i władzy sowieckiej – czas tzw. „drugich sowietów”.
Oprócz gorliwego wykonywania obowiązków proboszcza Bukowiński katechizował dzieci, prowadził stałą opiekę nad rodzinami więźniów, ratował dzieci żydowskie i ukrywał je w rodzinach katolickich, dokarmiał i opiekował się masowo przybywającymi do Łucka ofiarami z ukraińskich czystek etnicznych, dożywiał jeńców sowieckich masowo umierających z głodu w niemieckim obozie jenieckim.
Po ponownym wkroczeniu Armii Czerwonej na Wołyń w nocy z 3 na 4 stycznia 1945 roku został ponownie aresztowany przez NKWD, razem z biskupem łuckim Adolfem Piotrem Szelążkiem i innymi kapłanami pełniącymi posługę duszpasterską w Łucku (cała kapituła biskupstwa łuckiego).
Po 18 dniach śledztwa 22 stycznia 1945 wywieziono wszystkich do Kowla, a następnie do Kijowa i osadzono w więzieniu MGB. Śledztwo trwało do czerwca 1945, a następnie wszyscy księża zostali oskarżeni o zdradę władzy radzieckiej na rzecz Watykanu, otrzymując zaocznie wydany wyrok skazujący ich na 10 lat karnych obozów pracy w Gułagu.
Od lipca 1946 przebywał ponad rok w czelabińskim obozie, pracując przy wyrębie lasów i kopaniu rowów. W listopadzie 1947 został przeniesiony do obozu Bakał na Uralu. Skrajnie wyczerpany, z ciężkim zapaleniem płuc trafił następnie do szpitala w Czelabińsku. Po jego opuszczeniu (1950) przebywał w obozie w Dżezkazganie, gdzie pracował pod ziemią w kopalni miedzi „Pokro”. Po wyczerpującej, kilkunastogodzinnej pracy odwiedzał chorych w więziennym szpitalu. Codzienną Eucharystię sprawował w więziennych łachmanach wcześnie rano, klęcząc na pryczy, która była zarazem ołtarzem.
10 sierpnia 1954 został zwolniony z obozu i zesłany do Karagandy, gdzie pracował jako stróż na budowie. Jednocześnie podjął tajne duszpasterstwo. Był pierwszym księdzem katolickim, który przybył do Karagandy. Skrycie odprawiał msze święte w prywatnych mieszkaniach przy zasłoniętych oknach. O tamtych dniach tak później wspominał:

Jestem ustawicznie domokrążcą. Nie urządzam żadnych większych nabożeństw u siebie w domu, bo bardzo łatwo władze mogłyby mnie oskarżyć o nielegalny kościół. (...) Całe moje duszpasterstwo odbywa się w cudzych domach. (...) Najlepiej nadaje się domek jednorodzinny, położony na uboczu. W takim domu można spokojnie się modlić, a nawet głośno śpiewać, byleby tylko były pozamykane drzwi i okna. Mszę św. można w naszych warunkach odprawiać raniutko lub wieczorem. W dzień odprawiam tylko Mszę pogrzebową przy zwłokach. Zazwyczaj odbywa się to tak: przychodzę po południu lub przed wieczorem. Przede wszystkim urządzam ołtarz. Jest nim zwyczajny stół, byleby tylko mocno stał i nie chwiał się. Stół przykrywa się białym obrusem. Na stół kładzie się duże pudełko lub dwie grube książki, przykrywa się białą chustką i stawia krucyfiks. Świece stawia się w lichtarzach, lub jak ich nie ma w szklance z solą. Powyżej zawiesza się jeden lub dwa obrazy i ołtarz gotów. Następnie spowiadam. Mszę odprawiam o godzinie 9 wieczorem. Po Mszy św. zwykle jeszcze spowiedź. Wreszcie krótki spoczynek nocny. Krótki, bo kładę się zwykle po północy, a już o 5 lub 6 rano jest poranna Msza św., a potem dalej spowiedź, czasami chrzty i namaszczenia olejami świętymi, czasami śluby. Ponieważ to powtarza się wciąż na nowo w różnych domach i rodzinach, więc sypiam częściej w cudzych łóżkach niż w swoim własnym. (...) W niedzielę przychodzi na Mszę św. nie mniej niż sto osób (...) Jeżeli jest ciasne mieszkanie to bywa ciasno i gorąco. Pomalutku wprowadzamy do Mszy św. język polski i niemiecki. Bywają wypadki, że na Mszę św. przychodzą i Polacy i Niemcy razem to kazanie mówię po rosyjsku.

Jako zesłaniec miał obowiązek meldować się co miesiąc na komisariacie, zdając dokładne relacje, gdzie przebywał i co robił. W czerwcu 1955 odrzucił propozycję powrotu do Polski i zdecydował się przyjąć obywatelstwo ZSRR, by pozostać na stałe w Kazachstanie. W maju 1956 otrzymał paszport i mógł poruszać się po całym terytorium ZSRR. Zrezygnował z pracy stróża i odtąd zajął się wyłącznie duszpasterstwem, mieszkając na peryferiach Karagandy u Polaków Stanisława i Zuzanny Maderów.
Następnie w czerwcu 1957 wyjechał w okolice Ałma-Aty do polskich deportowanych, pracując jako duszpasterz, mieszkając w Nikołajewce u Józefa Guzowskiego, a potem w wiosce Oktiobr, mieszkając u Malwiny Kan. Następnie przebywał w Żonaszarze, gdzie mieszkał u Józefa Weselskiego, a swoją posługę kapłańską pełnił w domu Karoliny i Franciszka Kardaszów, aż do końca czerwca 1957.
Kolejne dwie wyprawy misyjne odbył w latach 1957–1958 na południe ZSRR, gdzie głównie mieszkali Niemcy przesiedleni z Odessy. Poza tym był jeszcze w Aktiubińsku i Semipałatyńsku, gdzie 3 grudnia 1958 został aresztowany, ponieważ w prywatnym domu w tajemnicy i bez pozwolenia urządził kaplicę. Na rozprawie 25 lutego 1959 został oskarżony o nielegalne utworzenie kościoła, agitację dzieci i młodzieży oraz posiadanie literatury antyradzieckiej. Rezygnując z obrońcy i wykorzystując swoje prawnicze wykształcenie sam wygłosił mowę obrończą, otrzymując najniższy wymiar kary: trzy lata obozu pracy. Od marca 1959 do czerwca 1961 przebywał w obozie pracy w Czumie koło Irkucka, gdzie pracował przy wyrębie lasów. Następnie do 3 grudnia 1961 przebywał w obozie pracy w Sosnówce. Łącznie spędził w więzieniach i obozach pracy prawie 14 lat. Greckokatolicki ks. Eliasz Głowacki tak wspominał swoją znajomość z ks. Władysławem z czasów obozu pracy:

W tym piekle zła, niesprawiedliwości, krzywdy, bólu i cierpienia szukałem człowieka – wzoru dla siebie. Tym wzorem człowieka był dla mnie przez 9 lat w łagrach i pozostanie na zawsze obecny ks. Władysław Bukowiński. Wysoki, wychudły, w lichej odzieży, lecz zawsze pogodny i uśmiechnięty. Widziałem go powracającego z pracy z klocem drzewa na ramieniu chociaż nie wszyscy nieśli drzewo. Chciałem jak najprędzej nawiązać kontakt osobisty, lecz to sprawa niełatwa, zawsze był otoczony współwięźniami, o coś pytał, odpowiadał na pytania, tłumaczył, pocieszał, nieraz powiedział żartobliwe słówko. Dla nas kapłanów urządzał rekolekcje, dla świeckich grup mówił nauki w języku rosyjskim, ukraińskim i niemieckim. Ile światła, pociechy i siły wlewały w nasze serce jego słowa, dzięki którym przetrwaliśmy. Nie tylko słowem głosił miłość, ale czynem praktykował na co dzień. Pomagał innym nosić drzewo, dzielił się skromną porcją chleba, oddawał innym cieplejszą bieliznę, nie patrząc na narodowość lub pochodzenie. Kiedy bliżej go poznałem starałem się go naśladować. Kontakty z nim podtrzymywały mię na duchu, zrozumiałem wartość cierpienia, dzięki czemu nie załamałem się – owszem wzrosła we mnie wiara i nadzieja lepszego jutra.

Zwolniony z obozu pracy powrócił do Karagandy, pełniąc ponownie posługę duszpasterską. Wraz z greckokatolickim biskupem Hirą założył dla dziewcząt, które pragnęły zostać zakonnicami, Trzeci Zakon św. Franciszka. Od 1961 mieszkał w małym pokoiku u państwa Haak.
W 1965 otrzymał pozwolenie na pierwszy wyjazd do Polski w odwiedziny do krewnych, po czym 31 sierpnia tegoż roku powrócił do Karagandy.
W grudniu 1967 po raz ostatni – z uwagi na zły stan zdrowia – wyjechał na misje, tym razem do Tadżykistanu.

### U schyłku życia
3 marca 1968 powrócił do Karagandy, gdzie – po tygodniowej chorobie – kontynuował pracę duszpasterską. We wrześniu 1969 ponownie przyjechał do Polski, gdzie przez miesiąc wypoczywał w Krynicy, powracając do Kazachstanu 16 grudnia 1969. Kolejny raz przybył do Polski w grudniu 1972, gdzie przebywał przez pewien czas w szpitalu w Nowej Hucie. Podczas wizyt we Wrocławiu spotykał się z przyjeżdżającymi kresowiakami w mieszkaniu rodziny Bogdana Mikułowskiego, który później był świadkiem na jego procesie beatifikacyjnym.
Spotykał się często z kard. Karolem Wojtyłą, późniejszym papieżem i świętym, który żywo interesował się jego pracą duszpasterską w Kazachstanie. W odpowiedzi kardynałowi, aby ze względu na zły stan zdrowia pozostał w Polsce odpowiedział:

Grób kapłana także apostołuje.

Po spędzeniu dwóch miesięcy w szpitalu 19 kwietnia 1973 powrócił do Karagandy. W sierpniu 1974 zamieszkał u wdowy Teresy Bitz. Z końcem października tegoż roku wyjechał na wypoczynek do Wierzbowca na Podolu, gdzie przebywał u ks. Józefa Kuczyńskiego. Następnie na zaproszenie ks. Antoniego Chomickiego przybył do Murafy w październiku 1974. Po tygodniowym pobycie w Murafie wrócił do Wierzbowca, a następnie do Karagandy.
25 listopada 1974 odprawił swoją ostatnią mszę świętą, przyjął sakramenty z rąk ks. Aleksandra Chiry i został ze względu na bardzo zły stan zdrowia odwieziony do szpitala w Karagandzie, gdzie zmarł 3 grudnia o godz. 5:00 z różańcem w ręku na skutek krwotoku.
W domu państwa Haak, gdzie mieszkał przez wiele lat, złożono jego ciało i tam odbyły się modlitwy i msze św., którym przewodniczył ks. Józef Kuczyński i ks. Michał Köhler. Pogrzeb odbył się 7 grudnia na nowym cmentarzu poza Karagandą, gdzie później postawiono marmurowy pomnik, z jego fotografią i napisem w języku polskim i niemieckim. W latach 90. doczesne jego szczątki uroczyście zostały przeniesione, a następnie 9 września 2016 złożone w specjalnej krypcie katedry Matki Bożej Fatimskiej Matki Wszystkich Narodów w Karagandzie.

## Publikacje
Po jego śmierci materiały, które po nim pozostały zostały zebrane i opublikowane początkowo ze względów politycznych w wydawnictwach emigracyjnych, a następnie przetłumaczone i wydane również w kilku językach obcych.
- Władysław Bukowiński, Wspomnienia z Kazachstanu, wyd. 2, Paryż: Ed. Spotkania, 1981, OCLC 246032055. Brak numerów stron w książce
- Władysław Bukowiński (wybrał i przełożył Alexander Tomsky): A priest in Russia. Extracts from the memoirs of Wladyslaw Bukowinski. Londyn: Incorporated Catholic Truth Society, 1982. ISBN 0-85183-456-6. OCLC 1059557656. (ang.). Brak numerów stron w książce
- Władysław Bukowiński, Kazimierz Plater-Zyberk, Resume of memoirs by a priest from USSR, Toronto: Polish Ex-Combatants Association – Free World Polonia Coordinating Council, 1983, OCLC 892971879 (ang.). Brak numerów stron w książce
- Ladislao Bukowinski, Ricordi dal Kazachistan, Pessano 1985, OCLC 867939523 (wł.). Brak numerów stron w książce
- Władysław Bukowiński (zebrał i oprac. Witold Józef Kowalów): Do moich przyjaciół. Fragmenty spuścizny piśmienniczej. Ostróg: Wyd. Ośrodek „Wołania z Wołynia”, 2001. ISBN 83-911918-9-3. OCLC 297524642. Brak numerów stron w książce
- Władysław Bukowiński (opracował Jan Nowak): Wybór wspomnień i informacji dla moich przyjaciół. Kraków: Wydawnictwo Instytutu Teologicznego Księży Misjonarzy, 2007. ISBN 978-83-7216-641-8. OCLC 750071722. Brak numerów stron w książce
- Władysław Bukowiński, Historia nauczycielką życia. Historia Polski pisana w łagrze, Kraków: Teza WNT, 2007, ISBN 978-83-923451-5-2, OCLC 229896765. Brak numerów stron w książce
- Władysław Bukowiński (pod red. Jana Nowaka): Listy. Wyd. 2. Kraków: Wyd. św. Stanisława BM Archidiecezji Krakowskiej, 2016. ISBN 978-83-7422-785-8. OCLC 968494927. Brak numerów stron w książce
- Władysław Bukowiński (pod red. Jana Nowaka): Listy. Nowe listy. Wyd. 2. Kraków: Wyd. św. Stanisława BM Archidiecezji Krakowskiej, 2016. ISBN 978-83-7422-785-8. OCLC 1078665187. Brak numerów stron w książce
- Władysław Bukowiński (opracowanie i przypisy: Maria Kalas, Witold Józef Kowalów): Na pograniczu dwóch światów. Publicystyka 1936–1939. Biały Dunajec: Wołanie z Wołynia, 2016, seria: Biblioteka „Wołania z Wołynia”, t. 118. ISBN 978-83-88863-95-0. OCLC 1002244747. Brak numerów stron w książce
- Władysław Bukowiński (wybór Maria Kalas): Bł. ks. Władysław Bukowiński. Biały Dunajec: Wołanie z Wołynia, 2018, seria: Biblioteka „Wołania z Wołynia”, t. 124. ISBN 83-88863-01-0. OCLC 1036550222. Brak numerów stron w książce

## Proces beatyfikacyjny
16 maja 2005 Stolica Apostolska wyraziła zgodę tzw. Nihil obstat na rozpoczęcie procesu jego beatyfikacji. Kard. Stanisław Dziwisz powołał Komisję Historyczną w celu zbadania dokumentacji jego życia w składzie:
- prof. dr hab. Urszula Perkowska – przewodnicząca komisji
- ks. Witold Józef Kowalów – członek komisji
- s. Anna Brzęk FC – członek komisji

10 maja 2006 ks. dr Jan Nowak został mianowany postulatorem tego procesu. 30 maja tegoż roku decyzją metropolity krakowskiego kard. Stanisława Dziwisza powołano Diecezjalny Trybunał procesu w składzie:
- kard. Stanisław Dziwisz – przewodniczący trybunału
- ks. dr Jan Nowak – postulator procesu
- ks. dr Andrzej Scąber – delegat biskupa
- ks. Stanisław Molendys – promotor sprawiedliwości
- ks. Jarosław Sroka – notariusz

19 czerwca 2006 w kaplicy metropolitów krakowskich odbyło się uroczyste rozpoczęcie tego procesu. Przesłuchano około 100 świadków świątobliwości jego życia, którzy go swego czasu poznali aż w pięciu krajach: Kazachstanie, Ukrainie, Niemczech, Austrii i Polsce. 8 marca 2008 zakończyło się na szczeblu diecezjalnym postępowanie procesowe. Od 2008 zbierano dokumenty lekarskie i świadectwa dotyczące domniemanego cudu za jego wstawiennictwem. 6 lutego 2009 wydano dekret o ważności postępowania diecezjalnego, a następnie w 2012 złożono w Kongregacji Spraw Kanonizacyjnych w Rzymie tzw. (łac. Positio) o życiu, działalności i heroiczności cnót oraz sławie jego świętości. W dniach 22–31 maja 2013 w Karagandzie odbył się proces o domniemanym cudzie, a następnie akta tego procesu złożono w Kongregacji 19 czerwca 2013.
22 stycznia 2015 papież Franciszek upoważnił Kongregację Spraw Kanonizacyjnych do opublikowania dekretu o heroiczności cnót Sługi Bożego. Odtąd przysługiwał mu tytuł Czcigodnego Sługi Bożego.
14 grudnia 2015 promulgowano dekret o ważności cudu wymaganego w procesie beatyfikacyjnym, jakim było uzdrowienie ks. Mariusza Kowalskiego z wylewu krwi do mózgu, po czym 11 września 2016 w katedrze Matki Bożej Fatimskiej Matki Wszystkich Narodów w Karagandzie pod przewodnictwem kard. Angela Amato odbyła się jego uroczysta beatyfikacja.
Jego wspomnienie liturgiczne obchodzone jest 20 czerwca.

## Upamiętnienie
- Ku jego czci w 2007 w Krakowie powstało Stowarzyszenie im. ks. Władysława Bukowińskiego „Ocalenie”[17]. Z inicjatywy tego stowarzyszenia w Zagórniku k. Andrychowa powstało Centrum ks. Władysława Bukowińskiego – dom będący jego izbą pamięci[18]
- W dniu beatyfikacji Poczta Polska wprowadziła do obiegu znaczek pocztowy o nominale 6,00 zł z jego wizerunkiem, projektu Karola Tabaki[19]
- Telewizja Polska w 2016 przygotowała film dokumentalny o życiu i działalności ks. Władysława Bukowińskiego pt. Człowiek Boga w reżyserii Krzysztofa Tadeja
- W listopadzie 2016 w Rudawie skwer nazwano imieniem ks. Władysława Bukowińskiego, w obrębie którego postawiono pamiątkowy obelisk[20]
- Od 12 września 2017, szkoła podstawowa w Lubiczu Dolnym nosi im. bł. ks. Władysława Bukowińskiego[21]. W kościele w Rudawie w każdą sobotę są odprawiane msze św. w intencji jego rychłej kanonizacji.
- Obchody 90. rocznicy jego prymicji kapłańskich były obchodzone 17 lipca 2021 w Pisarach[6]

## Odznaczenia
W 1944 za pomoc uciekinierom i więźniom otrzymał Złoty Krzyż Zasługi z Mieczami.
29 czerwca 2011 postanowieniem prezydenta Bronisława Komorowskiego został pośmiertnie odznaczony Krzyżem Komandorskim z Gwiazdą Orderu Odrodzenia Polski za zasługi w krzewieniu polskości oraz niesienie pomocy ludności polskiej w Kazachstanie, Kirgistanie i Tadżykistanie.
Brak informacji o dalszych ruchach by został jednak Kanonizowany gdzie zgłosić Cud dokonany przez Bł. Władysława Bukowińskiego. Brak wiadomości kto odpowiedzialny jest i gdzie kontakt jak kto chce zgłosić dokonany Cud oraz kto jest dalszym Postulatorem do Kanonizacji i których parafiach jest Jego Relikwia i Jakiej Klasy i gdzie Polsce Sanktuarium lub Bazylika się znajduje lub kto był pierwszy gospodarzem Polsce czy też Patronem Katedry Polsce lub Europie jeszcze jest Bazylika Sanktuarium Parafia lub Siedziba Dekanatu, Katedra jego Patronatem oraz dodatkowo Diecezje Polsce czy Metropolie a do tego czy jest staranie o uznanie Głównym Patronem Polski oraz uznanie patrona Europy Kresów i  Jedności Europejskiej Pokoju i Solidarności czasie niedoli oraz Patron Chorych i Rodzin i kapelanów i misjonarzy oraz egzorcystów i Prezbiterów i Diakonów oraz Uczniów i Wdów zabrakło tego elementu tutaj.